# Girl for Girl
Pour plus de détails, voir Fiche technique et Distribution.
Girl for Girl est un film américain réalisé par John Quinn, sorti en 2002.

## Fiche technique
- Titre : Girl for Girl
- Réalisation : John Quinn
- Scénario : Leland Zaitz
- Producteur : Kelly Andrea Rubin
- Producteur exécutif : Edward Holzman, Eric S. Deutsch
- Production : Indigo Entertainment
- Distributeur :
- Musique : Chris Anderson, Carl Schurtz
- Pays d'origine :  États-Unis
- Langue d'origine : Anglais américain
- Genre : Drame, érotique
- Durée : 1 h 27
- Date de sortie :
  -  Pays-Bas : 4 octobre 2002

## Distribution
- Kelli McCarty : Caitlin
- Sebastien Guy : Jeff
- Tracy Ryan : Sara (créditée comme Tracy Angeles)
- Miyoko Fujimori : Rayna (créditée comme Flower Edwards)
- Brian Bianchini : Paul
- Marklen Kennedy : Ben
- Antoinette Abbott : Angelina
- Greg Neid : Mr. Keaton
- Toni Taylor : Jill
- Peter Gaynor : Glen
- Darby Daniels : Micki (créditée comme Susan E. Hale)